# سنا طاهر

سنا طاهر (ممثلة)

سنا طاهر (بالإنجليزية: Sana Taher) ممثلة تونسية درست السياسة والاقتصاد في النمسا، قدمت أدوار صغيرة في عدد من المسلسلات والأفلام المصرية، وقالت عن نفسها: «أعشق تجسيد الأدوار المركبة والصعبة والبعيدة عني تماماً، لأنها تبرز موهبة الفنانة الحقيقية».  بلغت حصيلة أعمالها منذ عام 2002 وعلى مدار 15 عام 34 عملاً: 23 أعمال تلفزيونية أهمها مسلسل «ناصر» عام 2008 للمخرج باسل الخطيب، ومسلسل «الحقيقة والسراب» للمخرج مجدي أبو عميرة عام 2003.

## قائمة أفلامها
فيلم «مجانين نص كوم» للمخرج أحمد فهمي عبد الظاهر عام 2007
فيلم «خمس نجوم» للمخرج حاتم موسى عام 2007
فيلم «محترم إلا ربع» للمخرج محمد حمدي عام 2010
فيلم «المسافر» للمخرج أحمد ماهر عام 2010
فيلم «رد فعل» للمخرج حسام الجوهري عام 2012
فيلم «ناشط في حركة عيال» للمخرج أحمد فوزي عام 2014
فيلم «شاكر حلال المشاكل» للمخرج خالد عبد المنعم عام 2014
فيلم «عيال عفاريت» للمخرج خالد عبد المنعم عام 2015
فيلم «عزبة أبو حشيش» للمخرج شريف سمير عام 2015
فيلم «سيد كتاوت» للمخرج شريف سمير عام 2015
فيلم «الدنيا مقلوبة» للمخرج هاني صبري عام 2015
فيلم «شارع محمد علي» للمخرج وائل السمنودي عام 2017

## وصلات خارجية
- سنا طاهر على موقع IMDb (الإنجليزية)
- سنا طاهر على موقع قاعدة بيانات الأفلام العربية
- سنا طاهر على الدهليز
- سنا طاهر على كاروهات

http://www.alhakikanews.com/index.php/permalink/13569.html سنا طاهر